# Нимрод (мошав)
Нимро́д (ивр. נמרוד‎) — мошав, на территории Голанских высот, занятой Израилем в ходе Шестидневной войны (1967) и аннексированной в 1981 году. Расположен на южных склонах горы Хермон на высоте 1110 метров над уровнем моря. 
Международное сообщество считает израильские поселение на Голанских высотах незаконным по международному праву. Израиль административно относит его к региональному совету Голан в Северном округе. Нимрод расположен на максимальной высоте среди населённых пунктов, контролируемых Израилем. 
Мошав Нимрод назван так в честь одноимённой мамлюкской крепости, расположенной недалеко. Вблизи находятся друзские деревни Мадждаль-Шамс и Масада, а также и еврейский населённый пункт Неве-Атив.
В Нимроде проживают 6 еврейских семей. Нимрод является местным туристическим центром, в нём есть около десятка бунгало и ресторан, в котором работают также и друзы из соседних деревень.

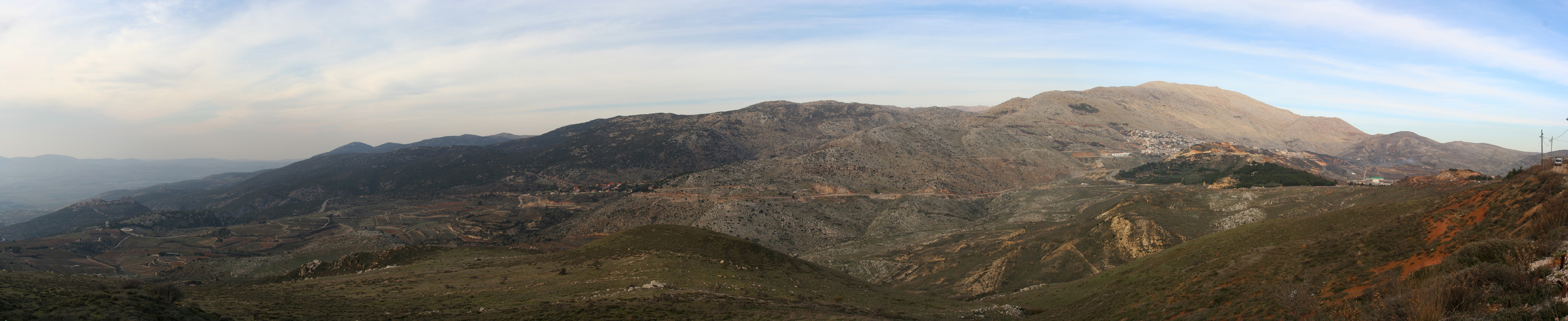
Вид с Нимрода на Хермон